# Église Saint-Pierre de Beylongue
Pour les articles homonymes, voir Église Saint-Pierre.
L'église Saint-Pierre est une église catholique située à Beylongue, en France.

## Localisation
L'église est située dans le département français des Landes, sur la commune de Beylongue.

## Historique
L'édifice est constitué d’une nef et de deux absides ainsi que d'un clocher-donjon. Datant du début du XIIe siècle, elle est restaurée à plusieurs reprises, notamment par l’architecte départemental Alexandre Ozanne en 1868.
Il est inscrit au titre des monuments historiques en 1996.